# Колонтай (герб)
Колонтай (пол. Kołątaj) — польский дворянский герб.

## Описание
Фигура, имеющая вид буквы «Т», составленная из трёх треугольников, двух сверху вершинами вниз, и третьего, служащего основанием колонны. На шлеме три страусовых пера.

## Герб используют
4 рода
Kołątaj, Kołłątaj, Kołłontaj, Skoryna